# 马嘉尔语支
马嘉尔语支是藏缅语族的一個可能支系。Van Driem认为包括以下两种语言：
- 马嘉尔语，77万人使用
- 卡姆语（Kham，kjl、kip、kgi、kif），7万人使用

另外，切彭语（4万人）也可能属于这一语支。
杜冠明把这三种语言和其他多种语言列入他所提出的戎语支，但是认为这三种语言不构成一个子类。
一般认为马嘉尔语支和基兰特语支关系密切。